# Як посварився Іван Іванович з Іваном Никифоровичем (фільм, 1959)
«Як посварився Іван Іванович з Іваном Никифоровичем» (рос. «Как поссорился Иван Иванович с Иваном Никифоровичем») — український радянський художній фільм 1959 року режисера Володимира Карасьова. Екранізація твору Миколи Гоголя, з переінакшенням назви. В письменника твір має назву «Повість про те, як посварився Іван Іванович з Іваном Никифоровичем» а фільм «Як посварився Іван Іванович з Іваном Никифоровичем».

## Сюжет
Двоє найкращих друзів Миргорода посварилися через рушницю. Згодом подали один на одного до суду. Їхні спільні друзі намагаються їх помирити.

## У ролях
- Микола Волков — Іван Іванович Перерепенко
- Григорій Лаврик — Іван Никифорович Довгочхун
- Валентина Кравченко — подруга Івана Никифоровича Агафія Федосіївна
- Іван Маркевич — городничий Петро Федорович
- Георгій Свєтлані — Антон Прокопович Голопуз
- Гліб Глєбов — суддя повітового суду Дем'ян Дем'янович
- Борис Субаров — писарь
- Григорій Віцин — Микола Гоголь (озвучив — Леонід Хмара)
- Софія Карамаш — ключниця Івана Івановича Гапка
- Броніслава Міхалевич — кріпачка Івана Никифоровича Горпина
- Костянтин Кульчицький — Підсудок
- Ніна Грекова — служанка в суді Оришка
- Василь Красенко — епізод
- Тетяна Тарновська — епізод

## Цікаві факти
- Фільм є у вільному доступі на офіційному YouTube-каналі компанії правовласника «Одеська кіностудія»[4].